# Benoît Fauviaux
Benoît Fauviaux (Frameries, 9 juli 1976) is een Belgische striptekenaar. 

## Carrière
Fauviaux studeerde aan de Koninklijke Academie voor Schone Kunsten van Doornik onder meer onder Antonio Cossu en Thierry Umbreit. Hij assisteerde Cossu bij een aantal van diens projecten.
In 2005 tekende Fauviaux samen met Yves Plateau het album Les Baux de Provence in de educatieve stripreeks De reizen van Tristan. 
In 2010 tekende Fauviaux het album Trouilles guenouilles op scenario van Pascal Haumont.
In 2012 schreef Fauviaux het scenario van het album Saint-Amand l'aventurier getekend door Antonio Cossu.
In 2015 tekende Fauviaux het album Le dernier Combat du Dragon op scenario van Cossu. 
In 2020 verzorgde Fauviaux de inkleuring voor een ingekleurde uitgave van Het wonderschip door uitgeverij BD Must, dat Bob De Moor in 1949 tekende.
- Bibliothèque nationale de France: cb14646375r (data)
- International Standard Name Identifier: 0000 0000 1084 3598
- Système universitaire de documentation: 102560692
- Virtual International Authority File: 5189256